# 俄亥俄鎮區 (印地安納州克勞福德縣)
俄亥俄鎮區（英語：Ohio Township）是位於美國印地安納州克勞福德縣的一個行政鎮區。

## 地方資料
根據2010年美國人口普查的數據，俄亥俄鎮區的面積為79.60平方千米，當中陸地面積為78.00平方千米，而水域面積為1.60平方千米。當地共有人口742人，而人口密度為每平方千米9.32人。